# Щурук Таїсія-Оксана Віталіївна
Щурук Таїсія-Оксана Віталіївна (нар. 20 листопада 1998, Київ) — українська акторка кіно.

## Життєпис
Таїсія-Оксана Щурук народилася 20 листопада 1998 року у Києві. З раннього дитинства займалася саморозвитком: модельні й акторські курси, танці, вокал тощо. Аби стати акторкою дівчинка пройшла акторський курс Київського національного університету театру, кіно та телебачення ім. Карпенка-Карого.
У 16 років вона пройшла кастинг відомого українського серіалу «Київ вдень та вночі». Вона отримала роль егоцентричного та неслухняного підлітка, що зіткнувся з дорослими проблемами. Після 3 сезонів Щурук залишила серіал за власним бажанням.
Наступним фільмом для акторки стала українська етномістична драма «Морена», у якому Щурук грала головну роль.
18 листопада 2019 року на екрани вийшов гостросоціальний серіал «Перші ластівки», який розповідає про таємну сторону життя сучасних підлітків. В серіалі Щурук зіграла одну з головних ролей — Катю Щасливу.
У 2018 році Щурук стала студенткою КНУТКіТ за фахом «актор драматичного театру та кіно» (творча майстерня Дмитра Богомазова).
В кінці липня 2020 року Щурук продовжила зніматися в телесеріалі «Перші ластівки: Zалежні», в другому сезоні вона зіграла студентку Альбіну Харткіпер.
З 2021 року — акторка Київського академічного театру на Печерську.

## Фільмографія

### Кіно
| Рік  | Назва                              | Роль       | Примітка               | Дж. |
| ---- | ---------------------------------- | ---------- | ---------------------- | --- |
| 2018 | «Віра»                             |            | Короткометражний фільм |     |
| 2019 | «Кошмарний директор, або Школа №5» | Марго      | Головна роль           |     |
| 2020 | «Побачення у Вегасі»               | секретарка |                        |     |
| 2024 | «Морена»                           | Аня        | Головна роль           |     |

### Телебачення
| Рік         | Назва                 | Роль                                                                    | Примітка     | Дж. |
| ----------- | --------------------- | ----------------------------------------------------------------------- | ------------ | --- |
| Невідомо    | «Сімейні мелодрами»   |                                                                         |              |     |
| 2015        | «Реальна містика»     |                                                                         |              |     |
| 2015        | «Клініка»             |                                                                         |              |     |
| 2016        | «Київ вдень та вночі» | Тася                                                                    |              |     |
| 2016        | «Слідчі»              |                                                                         |              |     |
| 2017        | «Життя на грані»      |                                                                         |              |     |
| 2017        | «Лікар Ковальчук»     |                                                                         |              |     |
| 2018        | «Опер за викликом»    |                                                                         |              |     |
| 2019        | «Вибір матері»        |                                                                         |              |     |
| 2019        | «Звонар»              |                                                                         |              |     |
| 2019 — 2020 | «Перші ластівки»      | Катя Щаслива (перший сезон) Альбіна Харткіпер (Потороча) (другий сезон) | Головна роль |     |
| 2020        | «Лікар Віра»          |                                                                         |              |     |
| 2020        | «Доброволець»         | Мія                                                                     |              |     |

## Театральні роботи
Київський академічний театр на Печерську
- 2021 — «Привид в обладунку» Масамуне Сіро; реж. Дмитро Захоженко — Майор Мотоко Кусанаґі

Дикий Театр
- 2023 — «Піна днів» О. Доричевський за романом Бориса Віана; реж. Наталія Сиваненко — Хлоя